# داستان ترسناک آمریکایی: خانه قتل
داستان ترسناک آمریکایی: خانه قتل (انگلیسی: American Horror Story: Murder House) نام فصل اول از مجموعه تلویزیونی شبکه اف‌ایکس با نام داستان ترسناک آمریکایی است که بین ۵ اکتبر ۲۰۱۱ تا ۲۱ دسامبر همان سال پخش شد. تهیه‌کننده این فصل تلویزیون فاکس قرن بیستم بود و خالقانش برد فالچوک و رایان مورفی هستند.

## داستان
خانواده هارمون برای بهبودی از سقط جنین مادر ویوین و خیانت پدر بن با یکی از شاگردانش از بوستون به لس آنجلس نقل مکان می کنند . دختر آنها ویولت از یک مدرسه جدید شروع می کند ، اما فقط توسط گروهی از دختران مورد وحشت قرار می گیرد. این خانواده با همسایگان سرزده کنستانس و دخترش آدی که دارای سندرم داون است سر و کار دارند، همراه با لری ، صاحب خانه قبلی که تمام خانواده خود را به آتش کشید. صورت لاری به شدت زخم شده است. بن ، روانپزشک ، بیماران را از خانه خود می بیند. یکی از آنها ، پسری احتمالاً روان پریش به نام تیت ، که با ویولت دوست می شود. ویوین ، خانه دار سابق خانه ، مویرای مسن ، که به عنوان یک کنیز جوان و اغواگر ظاهر می شود ، به کار خود ادامه می دهد. بن و ویوین سرانجام یک بار پس از یک دعوا و بعداً در حالی که او فکر می کند او یک لباس اسارت بر تن کرده است ، رابطه جنسی برقرار می کنند. او بعدا به بن گفت باردار 	آلفونسو گومز-رجون	رایان مورفی و برد فالچوک
بن پس از ملاقات با بیمار جدید ، بیانکا ، از معشوقه سابق خود ، هایدن ، تماس می گیرد که به او می گوید باردار است و برای سقط جنین به حمایت او نیاز دارد. بن برای حل و فصل گذشته خود به ویوین دروغ می گوید. یک سه نفر از علاقه مندان به قاتل سریالی به رهبری بیانکا به خانه وارد می شوند تا قتلهای وحشیانه دو دانشجوی پرستاری را که در سال ۱۹۶۸ در خانه رخ داده است ، دوباره اجرا کنند. ویوین و ویولت قربانیان مورد نظر هستند ، اما آنها از اسیرکنندگان خود فرار می کنند ، خانه. تیت و ارواح خانه مزاحمان را اعزام می کنند. بن با شنیدن اینکه چه اتفاقی افتاده ، هیدن را در کلینیک رها می کند و با عجله به خانه می رود. ویوین به او می گوید که آنها خانه را می ....

## توضیحات
اگر بیننده سریال ناظر (انگلیسی: The Watcher) که یک مینی‌سریال تلویزیونی رازآلود آمریکایی است و ساختهٔ رایان مورفی و ایان برنن برای نتفلیکس می باشد را دیده باشد ناخودآگاه با دیدن فصل اول داستان ترسناک آمریکایی متوجه شباهت هایی بین این دو سریال می شود هر چند گروه سازندگان ناظر هیچ اشاره ای به ایده گرفتن از داستان ترسناک آمریکایی نکرده اند. مجموعه ناظر در 13 اکتبر 2022 برای اولین بار پخش شد و داستان ترسناک آمریکایی محصول 2011 است.
داستان این فصل در مورد خانواده هارمون است. دکتر بن هارمون، ویوین و دخترشان وایولت که بعد از آنکه ویوین سقط خودبه‌خودی می‌کند و بن با شخص دیگری در ارتباط است از بوستون به لس آنجلس مهاجرت می‌کنند ولی نمی‌دانند که محل زندگیشان یک خانه تسخیر شده از اشباح ساکنان سابق خانه و قربانیان آنهاست.
این فصل نامزد جایزه گلدن گلوب بهترین مجموعه تلویزیونی – درام و نامزد ۱۷ جایزه شصت و چهارمین جوایز امی ساعات پربیننده شد. علاوه بر آن جسیکا لنگ به خاطر بازی‌اش در این فصل برنده جایزه گلدن گلوب برای بازیگر مکمل زن و جایزه امی برای بهترین بازیگر مکمل زن در سریال کوتاه شد.
کاراکترهای این سریال در فصل هشتم یعنی داستان ترسناک آمریکایی: آخرالزمان باز می‌گردند.